# Im Tale der wilden Pferde
Im Tale der wilden Pferde (Originaltitel: Wild Horse Mesa) ist ein US-amerikanischer Stummfilmwestern aus dem Jahr 1925 von George B. Seitz mit Jack Holt und Noah Beery sr. in den Hauptrollen. Das Drehbuch basiert auf dem Roman Wild Horse Mesa von Zane Grey.

## Handlung
Bert Manerube interessiert Lige Melberne für einen Plan, eine Herde Wildpferde einzufangen, indem man sie in einen Stacheldrahtpferch treibt. Chane Weymer, ein Wanderreiter, erkennt, dass dieses Vorgehen die meisten Pferde verstümmeln oder töten wird, und überredet Melberne, seine Pläne zu ändern.
Manerube schließt sich der Bande um Bud McPherson an und überredet sie, die Stacheldrahtfalle zu verwenden. Die Männer treiben die panischen Wildpferde in Richtung des Drahtes, doch Chane reitet vor ihnen her und führt die Pferde vom Pferch weg. McPherson wird von einem Indianer getötet, der den Tod seiner Tochter rächen will. Chane heiratet Liges Tochter Sue.

## Hintergrund
Im Dezember 1924 wurde berichtet, dass Kameramann Bert Glennon zum Drehort am Grand Canyon in Arizona aufgebrochen sei. Laut einer Pressemeldung vom 20. Juni 1925 hatte Jack Holt die Arbeit an dem Film abgeschlossen.
Paramount drehte 1932 eine weitere Version von Greys Roman. Regie führte Henry Hathaway. RKO Pictures produzierte 1947 eine dritte Adaption, mit Jack Holts Sohn Tim Holt in der Hauptrolle.
Archie Stout arbeitete als Kamaraführer und Elektriker.
Die Premiere des Films fand am 9. August 1925 in New York statt.

## Kritiken
Mordaunt Hall von der The New York Times fand den Film recht langweilig. Zwar gebe es spannende Aufnahmen der Pferdeherden, doch die Zwischentitel seien schrecklich und der Film mit acht Filmrollen zu lang. Holt, Beery und Dove seien kompetente Darsteller und Fairbanks liefere eine lobenswerte Leistung ab. Es gebe jedoch zu viele alte Tricks und zu viel erzwungene Schurkerei und Liebesspiel, um Interesse an dieser Produktion zu wecken, die größtenteils ohne viel Sinn für Humor produziert wurde.
Im Magazin Exhibitors Herald wurde der Film als rührendes Drama des Westens beschrieben.